# Joan Gabriel i Estany
Joan Gabriel i Estany (ur. 28 listopada 1963), andorski polityk, przewodniczący Rady Generalnej od 17 maja 2005.
Joan Gabriel i Estany jest członkiem Liberalnej Partii Andory.
W wyborach parlamentarnych w kwietniu 2005 zdobył mandat z okręgu parafii La Massana. 17 maja 2005 został wybrany przez deputowanych przewodniczącym parlamentu (Rada Generalna).